# Jörg Monar

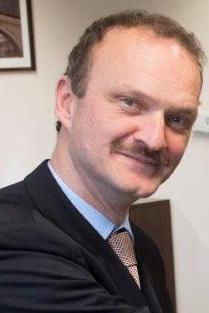
Jörg Monar

Bernd Jörgen Monar (* 22. Juli 1960 in Bonn) ist ein deutsch-französischer Politik- und Sozialwissenschaftler. Von 2013 bis 2020 war er Rektor des College of Europe (Brügge/Warschau).

## Leben
Nach dem Abitur in Stuttgart studierte Monar an der Westfälischen Wilhelms-Universität in Münster, der Ludwig-Maximilians-Universität in München, sowie in Paris am Institut d’études politiques de Paris und der Universität Paris IV. Anschließend promovierte Monar im Jahre 1989 an der Ludwig-Maximilians-Universität München in moderner Geschichte. 
Einen zweiten Doktortitel erlangte er im Jahre 1991 auf dem Gebiet der Politik- und Sozialwissenschaften am Europäischen Hochschulinstitut in Florenz. 
Im selben Jahr wurde Monar zum Assistenzprofessor am College of Europe in Brügge ernannt. 1994 übernahm er die Direktion des Institut für Europäische Politik in Bonn. Von 1995 bis 2001 war Monar als Professor (Chair of Politics) und Direktor des Centre for European Politics and Institutions (CEPI) an der University of Leicester tätig. Anschließend folgte eine Professur (Chair of Contemporary European Studies) und die Ko-direktion des Sussex European Institute an der University of Sussex. 
Von 2005 bis 2008 hatte Monar einen Marie Curie Chair of Excellence an der Université Strasbourg III ("Robert Schuman") inne und leitete das Forschungsprojekt SECURINT zur inneren Sicherheit in der Europäischen Union. 
Nach 17-jähriger Lehrtätigkeit am College of Europe wurde Monar im Jahre 2008 zum Direktor des Departments for European Political and Administrative Studies des Kollegs ernannt und in den Verwaltungsrat der Hochschule gewählt. Im März 2013 bestimmte der Verwaltungsrat der Hochschule ihn zum Nachfolger von Paul Demaret als Rektor. Anlässlich seines Ausscheidens aus der Funktion im August 2020 wurde Monar von der Stadt Brügge zum Ehrenbürger ernannt.
Monar ist Verfasser mehrerer Bücher und Herausgeber verschiedener Fachzeitschriften, wie der European Foreign Affairs Review. Weiterhin ist er Mitglied verschiedener akademischer Organisationen und lehrt an der Universität Panthéon-Assas, der Universität Pau und der Universität Straßburg. 2009 wurde er zum Fellow der Royal Historical Society (London) gewählt. Er ist außerdem in beratender Funktion für europäische und nationale Institutionen tätig. So beriet er unter anderem das britische House of Lords von 1999 bis 2006.

## Auszeichnungen
- Scheffelpreis
- Jean Monnet Chair
- Marie Curie Chair of Excellence (2005)
- Bundesverdienstkreuz 1. Klasse (2018)[4]
- Offizier des Leopoldsordens (2019)[5]

## Schriften
- Saint-Just: Sohn, Denker Und Protagonist Der Revolution Bonn, 1993
- Justice and Home Affairs in the European Union: The Development of the Third Pillar, Venedig, 1995
- Maastricht Treaty on European Union: Legal Complexity and Politic Dynamic, Oxford, 1999
- The European Union after the Treaty of Amsterdam, London, 2001
- The European Union and Internal Security : Guardian of the People?, Basingstoke, 2003
- International Terrorism: A European Response to a Global Threat?, Brüssel, 2006